# Ramdane Haifi
Ramdane Haïfi (1948 – 24 de febrer de 2007), també conegut com a Ramdane Imazighen i Dda Ramdane, fou un activista polític francoalgerià i nacionalista amazic. Va néixer a Ifnayen, Larbaâ Nath Irathen, i fou important per a la creació i desenvolupament de l'Acadèmia Berber junt amb Mohand Arav Bessaoud. Més endavant esdevingué propietari de l'Ighuraf Imazighen, un hotel-restaurant amazic a l'est de París. Fou assassinat en 2007 per un llogater que no li havia pagat el lloguer.